# Demirovac
Demirovac je naseljeno mjesto u sastavu općine Bosanska Dubica, Republika Srpska, BiH.

## Stanovništvo
| Demirovac          |              |
| godina popisa      | 1991.        |
| Srbi               | 443 (94,86%) |
| Hrvati             | 2 (0,43%)    |
| Muslimani          | 0            |
| Jugoslaveni        | 15 (3,21%)   |
| ostali i nepoznato | 7 (1,50%)    |
| ukupno             | 467          |